# Salvator mundi (Gemälde)
Salvator mundi (lateinisch für „Erlöser der Welt“ oder „Heiland der Welt“) ist der Titel eines Gemäldes, das Leonardo da Vinci zugeschrieben wird. Das Ölgemälde zeigt Christus als Heiland der Welt und wird auf die Zeit um 1500 datiert.
Die Provenienz des Gemäldes ist nur lückenhaft belegt. Vereinzelte Erwähnungen, bei denen jedoch unsicher ist, ob sie sich auf das Gemälde beziehen, finden sich für den Zeitraum von der Mitte des 17. Jahrhunderts bis 1763. Erst nach dem Jahr 1900 finden sich sichere Nachweise, wenngleich das Gemälde zu diesem Zeitpunkt einem Schüler aus dem Kreis Leonardos zugeschrieben wurde.
2005 wurde das Werk vom Kunsthändler Robert Simon und weiteren Personen erworben, die Restaurierungen und Untersuchungen veranlassten. Verschiedene Expertisen kamen zu dem Ergebnis, dass es sich um ein eigenhändiges Werk Leonardo da Vincis handle. Zugleich gab es anderslautende Einschätzungen, die beispielsweise von einer Werkstattarbeit – und damit lediglich einer Miturheberschaft Leonardos – ausgehen. Ungeachtet dessen erzielte das Gemälde bei anschließenden Versteigerungen Rekordsummen. Mit einem am 15. November 2017 bei Christie’s in New York erreichten Verkaufswert von 450,3 Millionen US-Dollar (inklusive Gebühren wie z. B. Aufgeld; netto exakt 400 Millionen US-Dollar) handelt es sich um das derzeit teuerste Gemälde, das jemals versteigert wurde. Obwohl Prinz Badr bin Abdullah Al Saud, das Gemälde angeblich für die Kulturbehörde Abu Dhabis ersteigert haben soll, wurde später bekannt, dass er den Salvator stellvertretend für den Kronprinz und Premierminister Saudi-Arabiens, Mohammed bin Salman ersteigert hatte. Dieser gilt heute gesichert als Besitzer des Gemäldes und plant die Ausstellung in einem neuen Supermuseum in Riad.

## Beschreibung
Das 65,6 × 45,4 cm große Gemälde ist mit Ölfarben auf einer Walnussholztafel gemalt. Es zeigt Christus als Heiland der Welt in frontaler Ansicht, der die rechte Hand mit segnender Geste erhoben hat und in seiner Linken eine Kristallkugel hält.

## Provenienz
Der Zeitpunkt der Entstehung, Auftraggeber oder ursprünglicher Aufstellungsort des Gemäldes sind unbekannt. Es wird jedoch auf die Zeit um 1500 datiert.

### 1649–1763: Königliche Sammlung
Das Gemälde soll einst dem englischen König Karl I. gehört haben, in dessen Sammlung es 1649 verzeichnet sei. Nach der Hinrichtung Karls I. soll das Gemälde verkauft worden sein. Später sei es an die königliche Sammlung restituiert worden und schließlich an den Herzog von Buckingham gegangen, dessen Sohn das Gemälde 1763 versteigern ließ, worauf sich seine Spur verliere. 2018 ergaben Recherchen für das Buch The Last Leonardo von Ben Lewis, dass sich dieser Eintrag im Verzeichnis der Sammlung Karls I. jedoch wahrscheinlich auf ein Gemälde Giampietrinos bezieht, das heute im Besitz des Moskauer Puschkin-Museum ist.

### 20. Jahrhundert: Privatsammlung als Werk aus dem Umkreis von Giovanni Antonio Boltraffio
Nach 1900 ist belegt, dass sich das Gemälde in der Kunstsammlung der englischen Textilhändlerfamilie Cook befand. Das Gemälde wurde damals als ein Werk aus dem Umkreis des Leonardo-Schülers Giovanni Antonio Boltraffio angesehen. 1958 versteigerten Cooks Nachfahren das Gemälde für 45 Pfund. Es war fortan in amerikanischem Privatbesitz und wurde 2005 von einem Konsortium verschiedener Kunsthändler erworben, darunter der New Yorker Robert Simon.

### 21. Jahrhundert: Die wechselvolle Rezeptions- und Besitzgeschichte des Salvator Mundi
Vor seiner Präsentation auf der Leonardo-Ausstellung 2011 in der National Gallery in London, kuratiert von Luke Syson, wurde das Gemälde einer umfassenden konservatorischen Restaurierung unterzogen. Diese erfolgte durch Dianne Dwyer Modestini, Senior Research Fellow am Conservation Center des Institute of Fine Arts der New York University. Modestini, die unmittelbar zuvor eine Madonna mit Kind von Andrea del Sarto restauriert hatte, nahm das Werk 2005 auf Vermittlung des Kunsthistorikers Robert Simon in ihre Obhut. 2014 veröffentlichte sie einen technisch fundierten Bericht über die Restaurierung, in dem sie sich überzeugt zeigte, dass es sich bei dem Gemälde um ein Originalwerk Leonardo da Vincis handelt. 2012 wurde Salvator Mundi erstmals öffentlich im Dallas Museum of Art gezeigt.
2013 vermittelte das Auktionshaus Sotheby’s den Verkauf des Werkes an den Kunsthändler Yves Bouvier, der angeblich 80 Millionen US-Dollar bezahlte. Binnen weniger Tage veräußerte Bouvier das Gemälde für 127,5 Millionen US-Dollar an den russischen Oligarchen und Kunstsammler Dmitri Jewgenjewitsch Rybolowlew. Bis zu diesem Zeitpunkt galt Salvator Mundi als das einzige mutmaßliche Gemälde Leonardos in Privatbesitz.
Am 15. November 2017 wurde das Gemälde schließlich vom Auktionshaus Christie’s in New York versteigert. Vorab wurde der Schätzpreis auf rund 100 Millionen Dollar taxiert. Im Rahmen einer globalen Ausstellungstour, mit Stationen in Hongkong, London, San Francisco und New York, wurde das Werk rund 27.000 Besuchern präsentiert. Die Auktion selbst endete nach rund 45 Geboten mit einem Zuschlag bei 400 Millionen US-Dollar. Inklusive Aufgeld belief sich der endgültige Verkaufspreis auf rund 450,3 Millionen US-Dollar (umgerechnet etwa 382 Millionen Euro). Nach Angaben des Auktionshauses ist das der bis dato höchste je bei einer Kunstauktion erzielte Betrag.
Im Dezember 2017 wurde berichtet, dass das Gemälde durch zwei Investmentgesellschaften ersteigert wurde, die in Kooperation mit internationalen Museen agieren. Es sollte im Louvre Abu Dhabi dauerhaft ausgestellt werden. Im Juni 2019 wurde berichtet, es befinde sich im Besitz des saudi-arabischen Kronprinzen Mohammed bin Salman.
Laut Berichten des Wall Street Journal vom 12. April 2021 wurde das Bild ausgewählten Gästen auf der Luxusyacht Serene des saudischen Prinzen gezeigt. Laut einem Bericht der Times vom 19. August 2024, befindet sich das Gemälde inzwischen in einem gesicherten Depot in Genf; es sei vorgesehen, es als Herzstück eines geplanten Museums in Riad zu zeigen.
Nach der Rekordauktion ist Salvator Mundi nie wieder öffentlich ausgestellt worden. Eine für September 2018 angekündigte Präsentation im Louvre Abu Dhabi wurde ohne Angabe von Gründen kurzfristig abgesagt. Auch zur großen Leonardo-Retrospektive im Pariser Louvre im Oktober 2019 wurde das Gemälde nicht gezeigt. Stattdessen präsentierte das Museum lediglich die sogenannte „Version Ganay“, benannt nach einem früheren Eigentümer, die als Werkstattarbeit (Atelier Léonard de Vinci) klassifiziert wird.
Obgleich umfangreiche Untersuchungen des Pariser Louvre zum Werk durchgeführt und auch in Druckform aufbereitet wurden, unterblieb deren offizielle Veröffentlichung. Als Begründung wurde angegeben, dass der Louvre keine Stellungnahme zu Kunstwerken abgibt, die sich in Privatbesitz befinden und nicht im Museum ausgestellt wurden. Dennoch sind vereinzelt Exemplare der Untersuchung im Umlauf.
Die komplexe Geschichte des Gemäldes und dessen Vermarktung wurde 2021 in zwei dokumentarischen Filmproduktionen aufgearbeitet. Der französische Regisseur Antoine Vitkine veröffentlichte am 13. April 2021 auf France 5 die Dokumentation The Savior for Sale: The Story of Salvator Mundi,  die unter anderem die Versteigerung bei Christie’s und die diplomatischen Spannungen zwischen dem Louvre, der französischen Regierung und dem Leihgeber thematisiert.
Im selben Jahr realisierte der dänische Regisseur Andreas Koefoed den Film The Lost Leonardo, der sich mit der Wiederentdeckung des Gemäldes durch Robert Simon und Alexander Parish, der Rolle der Restauratorin Modestini, den wirtschaftlichen Hintergründen der Transaktionen sowie dem mutmaßlichen Verbleib des Werks befasst. Die Premiere erfolgte am 13. Juni 2021 im Rahmen des Tribeca Film Festivals in New York. Neben renommierten Leonardo-Experten wie Martin Kemp und Frank Zöllner kommen auch der ehemalige CIA-Mann Doug Patteson, David Kirkpatrick von der New York Times und die Investigativjournalistin Alexandra Bregman zu Wort.

## Restaurierung und Begutachtung
Mehr als zwanzig Kopien und ein 1650 entstandener Stich des böhmischen Graphikers Wenzel Hollar legten den Schluss nahe, dass Leonardo da Vinci auch das Motiv eines Salvator mundi gemalt oder vorbereitet hatte. Auch zwei Skizzen zum Faltenwurf des Gewands, die sich in der Royal Library in Windsor befinden und Leonardo da Vinci zugeordnet werden können, belegten diese Annahme. Schon in den 1980er Jahren versuchte daher die Kunsthistorikerin Joanne Snow-Smith, die Authentizität eines angeblich von Leonardo stammenden Salvator mundi zu belegen, der sich damals im Besitz des Marquis de Ganay befand, konnte jedoch ihre Fachkollegen nicht überzeugen. Heute wird der Salvator mundi aus der Sammlung Ganay als Kopie angesehen.

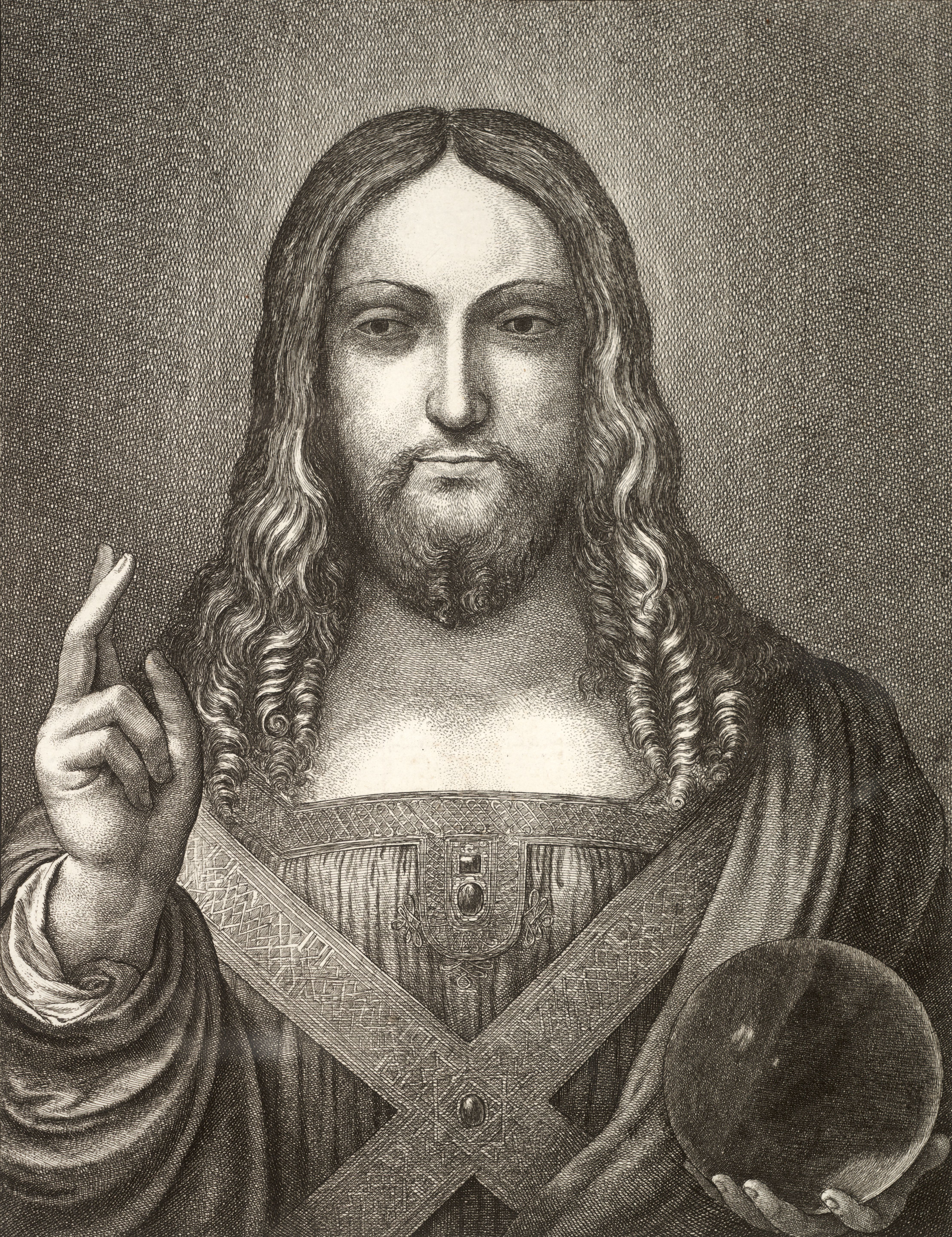
Stich von Wenzel Hollar, 17. Jahrhundert
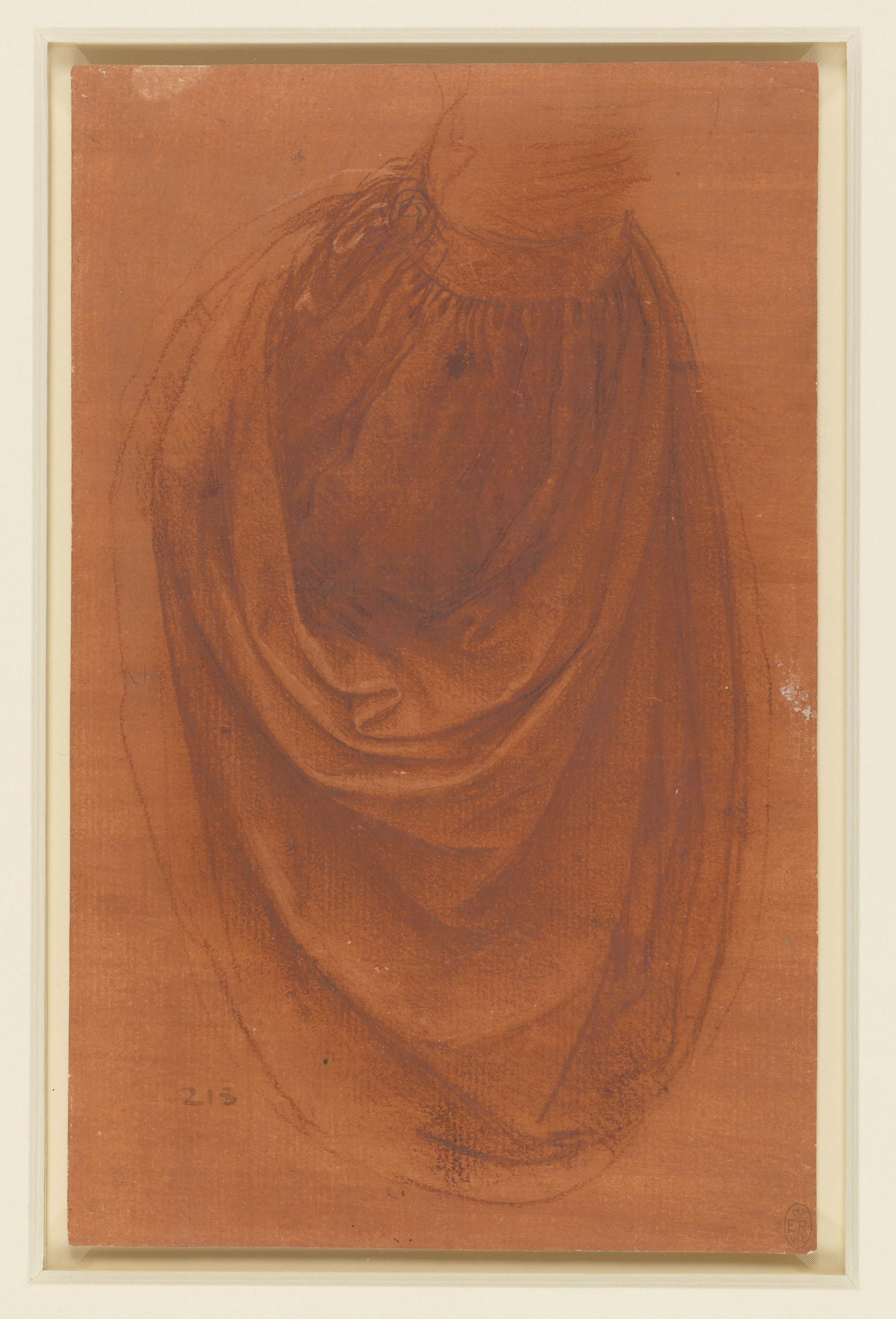
Gewandstudie Leonardo da Vincis für einen Salvator mundi, um 1504–08, Royal Collection, Windsor
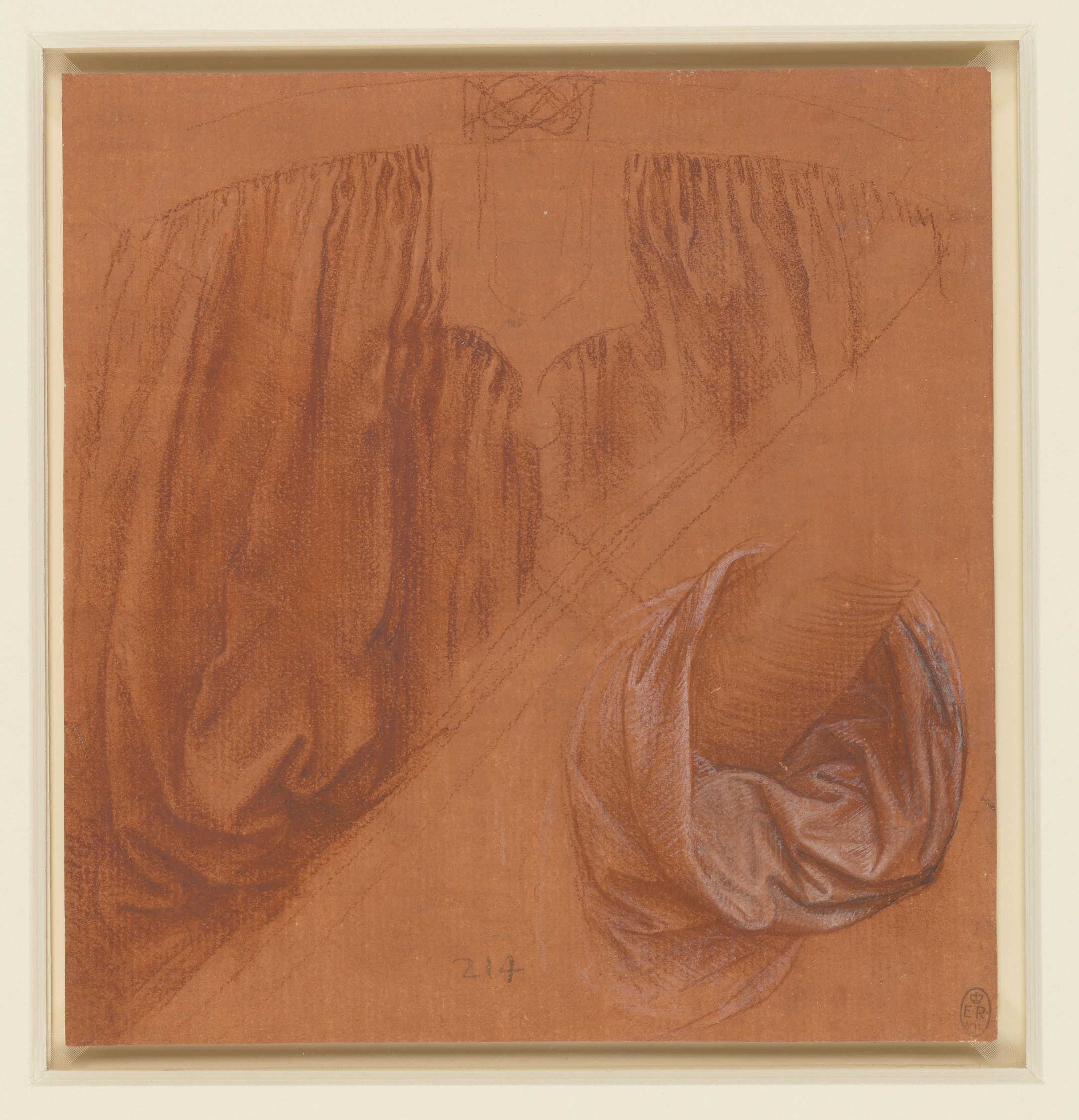
Gewandstudie Leonardo da Vincis für einen Salvator mundi, um 1504–08, Royal Collection, Windsor

Das Gemälde befand sich in einem sehr schlechten Zustand, mit entstellenden Übermalungen aus früheren Restaurierungen, als es 2005 dem New Yorker Kunsthändler und Kunsthistoriker Robert Simon vorgelegt wurde. Simon, der damals ein qualitativ hochwertiges Original, jedoch nicht ein Werk Leonardos vermutete, veranlasste eine sorgfältige Restaurierung. Erst nachdem 2007 die ursprüngliche Malerei freigelegt worden war, wurde das Gemälde mehreren Experten zur Begutachtung vorgelegt. Eine Dokumentation der vorgenommenen technischen Untersuchungen, der Untersuchungsergebnisse sowie eine Dokumentation der Methoden, der Abfolge und der einzelnen Aktionen im Zuge der Restaurierung liegt bisher allerdings nicht vor.

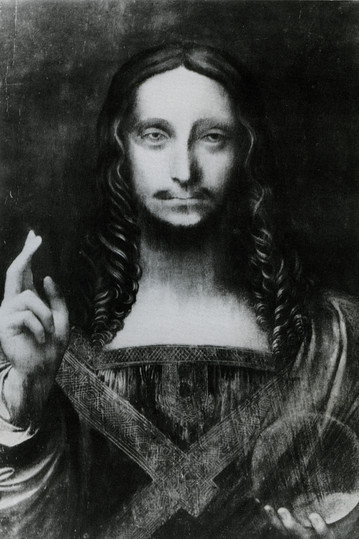
Das Gemälde mit entstellenden Übermalungen vor der Restaurierung, Photographie aus dem Jahr 1912
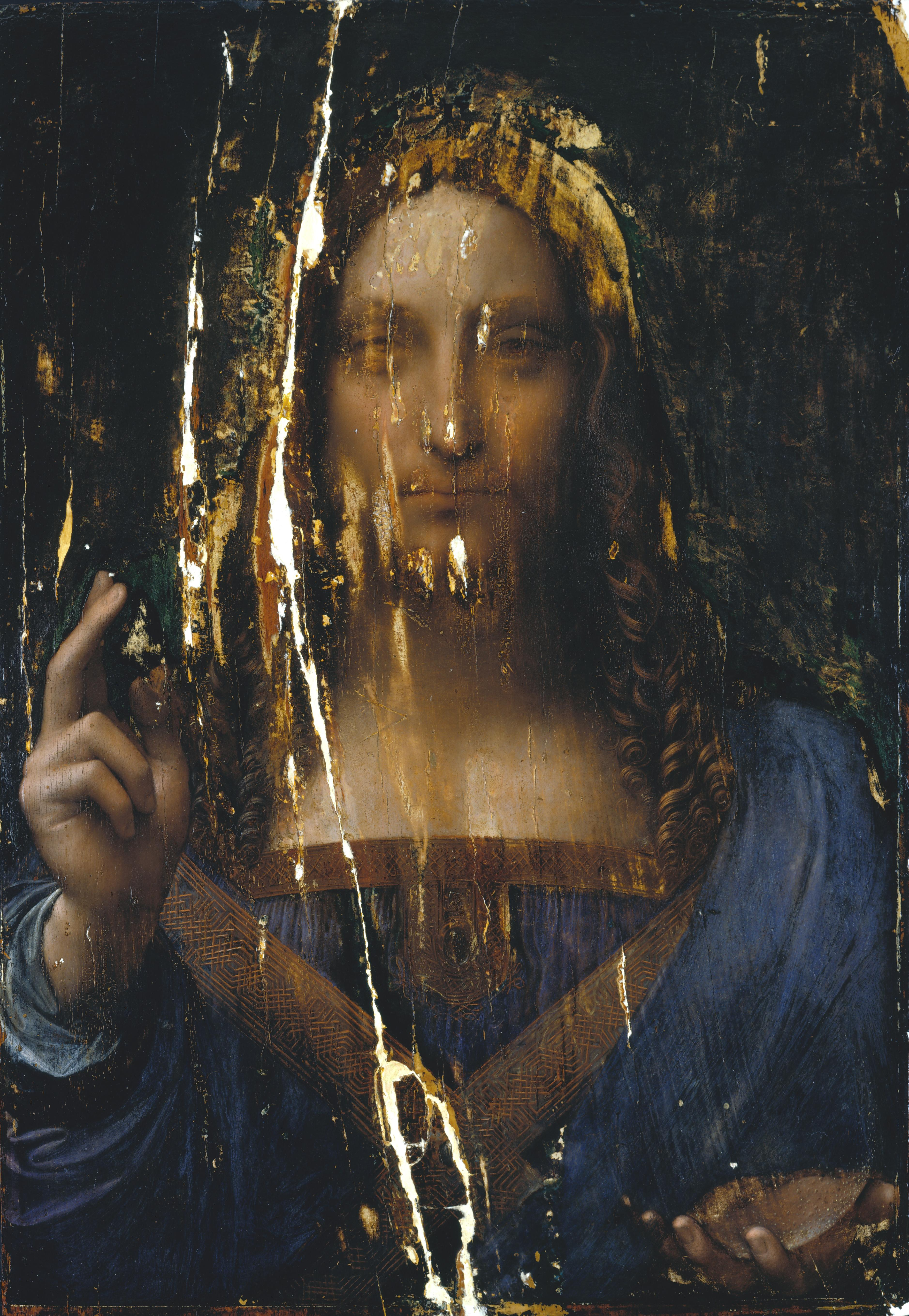
Gemälde nach Säuberung, um 2007
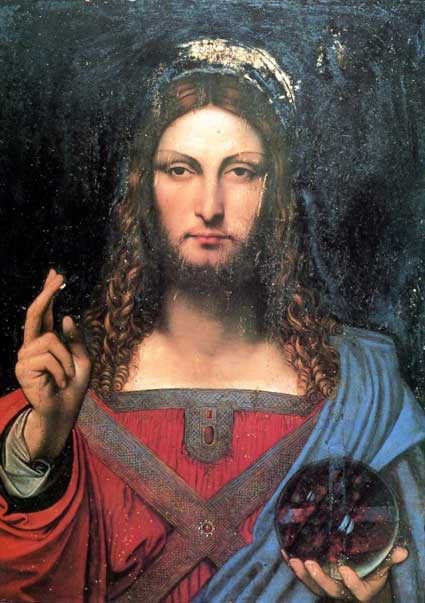
Salvator mundi aus der Sammlung Ganay, gilt heute als Kopie

Mina Gregori (Universität Florenz) und Nicholas Penny (Direktor der National Gallery in London, damals noch Kurator der Skulpturen in der National Gallery of Art in Washington, D.C.) begutachteten die Tafel bereits 2007. Anschließend befassten sich laut Christie’s Andrea Bayer, Keith Christiansen, Everett Fahy und Michael Gallagher, Kuratoren des Metropolitan Museum of Art, mit dem Gemälde. Im Mai 2008 wurde das Gemälde in die National Gallery nach London gebracht, um es unmittelbar mit Leonardos Felsgrottenmadonna vergleichen zu können, die etwa zeitgleich entstanden sein muss. Mehrere Leonardo-Experten wurden eingeladen, um das Gemälde dort zu besichtigen, darunter Carmen Bambach, David Alan Brown, Maria Teresa Fiorio, Martin Kemp, Pietro C. Marani und Luke Syson. Im Jahr 2010 konnten schließlich die Konservierungsarbeiten an der Tafel abgeschlossen werden. Anschließend wurde das Bild erneut begutachtet.
Das Auktionshaus Christie’s behauptet, die Experten, allen voran Martin Kemp, seien damals zu dem Schluss gekommen, das Bild sei ein Original aus der Hand da Vincis. Die von Christie’s beigezogenen Expertisen zur Zuschreibung an Leonardo da Vinci stützen sich auf stilkritische Argumente, die materialtechnischen Untersuchungen und insbesondere auf die Analyse zahlreicher Pentimenti, das heißt jener Änderungen, die der Künstler selbst an seinem Werk vorgenommen hat. Auch der Vergleich mit den beiden Gewandstudien, die Leonardo offenbar zur Vorbereitung des Gemäldes schuf, habe für die Zuschreibung gesprochen. Ferner zeige sich die Überlegenheit des Originals beim Vergleich mit den mehr als zwanzig bekannten Kopien des Gemäldes. In späteren Interviews stellten beteiligte Experten das damalige Treffen anders dar – so äußerte sich Kemp in dem Dokumentarfilm „The last da Vinci“ im Gespräch mit Regisseur Antoine Vitkine zurückhaltend.
Laut dem Kunsthistoriker Frank Zöllner wurde das für Leonardo typische Sfumato erst bei den Restaurierungen der Jahre 2005 bis 2017 hinzugefügt. Nach Ansicht von Carmen Bambach, Kuratorin am Metropolitan Museum of Art, stammt das Gemälde von Leonardos Assistenten, Giovanni Antonio Boltraffio mit einigen kleinen Retuschen von der Hand des Meisters.
Bei Computergrafiksimulationen an der University of California, Irvine wurden mit der Software „Inverse Rendering“ dreidimensionale virtuelle Versionen der Glaskugel in der Hand des Salvators errechnet. Die Untersuchung der jeweiligen Lichtbrechung ergab, dass die als Vorlage dienende Kugel nicht massiv, sondern hohl gewesen sein muss. Für eine Glaskugel mit einer Wandstärke von 1,3 Millimetern lieferte die Simulation exakt das Erscheinungsbild der Kugel im Gemälde. Außerdem musste die Kugel einen Radius von 6,8 Zentimetern haben und wurde 25 Zentimeter weit weg vom Körper gehalten. Der Betrachtungspunkt, von dem aus der Maler das Modell beobachtete, lag etwa 90 Zentimeter entfernt.

## Bedeutung
Wenn es sich tatsächlich um einen Leonardo handelt, ist es eines von nur rund 15 erhaltenen Ölgemälden Leonardo da Vincis. Es handelt sich außerdem um die erste Neuzuschreibung eines Originals an Leonardo da Vinci, seit 1909 das Gemälde der Madonna Benois wiederaufgefunden worden war, das sich heute in der Eremitage in Sankt Petersburg befindet.

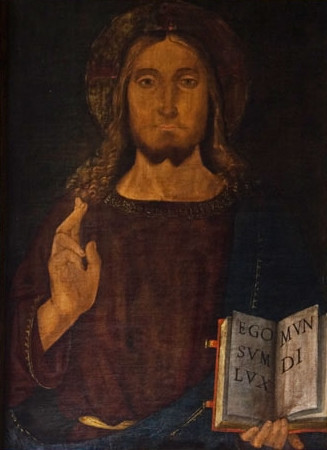
Melozzo da Forlì: Salvator Mundi, 1480/82

In der Bildanlage ähnelt es bemerkenswert dem Salvator Mundi von Melozzo da Forlì im Palazzo Ducale in Urbino (1480/82), in dem schon Heydenreich (1964) das mögliche Vorbild für Leonardos Bild sah. Nach Heydenreich gab es nicht unbedingt ein Gemälde von Leonardo über diesen Gegenstand, sondern möglicherweise nur eine Kartonskizze, die seine Schüler als Vorlage für Gemälde benutzten, zu denen er hin und wieder beitrug.
Seit der Veröffentlichung des Gemäldes haben sich allerdings zahlreiche Experten gegen die Zuschreibung des Gemäldes an Leonardo ausgesprochen, das heißt gegen dessen alleinige Autorschaft. Dazu zählen Charles Hope (ehemaliger Direktor des Warburg Institute, London), Carmen Bambach (Metropolitan Museum of Art, New York), Charles Robertson (Oxford Brookes University) und Frank Zöllner (Verfasser des maßgeblichen Werkkatalogs der Gemälde Leonardos). Nach Zöllner bleibt die Zuschreibung vor allem aus zwei Gründen unklar: Zum einen wies das Bild erhebliche Schäden auf und wurde tiefgreifend restauriert, so dass die ursprüngliche Qualität sehr schwer zu beurteilen ist; zum zweiten verwendet es eine Sfumato-Technik, die eher der seiner Schüler in den 1520er Jahren entspricht. Erschwerend kommt hinzu, dass die Restauratorin zwischen der Ausstellung des Gemäldes in London im Jahr 2011 und seinem Verkauf 2017 das Kunstwerk veränderte. Das betrifft vor allem die Gewandfalten der rechten Bildseite. Verschiedene Details (Hand und Fingernägel, Kristallkugel, Haare, Gewand, schwere Augenlider und verschattete Augen) sowie die Behandlung des Lichts sprechen allerdings auch nach Zöllner für eine Beteiligung Leonardos. Das Gemälde ist nach seiner Einschätzung an Qualität den anderen bekannten Salvator-Mundi-Varianten aus der Schule von Leonardo überlegen. Wie Heydenreich sieht er in einem Salvator Mundi von Melozzo da Forlì im Palazzo Ducale von Urbino das Vorbild Leonardos und spricht sich für eine Datierung nach 1502 und sogar nach 1507 aus: ab dieser Zeit sind Aufenthalte in Urbino nachweisbar. Der Kurator der National Gallery, Luke Syson, der das Bild auf seiner Ausstellung 2011 präsentierte, sprach sich dagegen für die Urheberschaft von Leonardo aus und datierte es auf die Zeit vor 1500.